# Impatiens crassicornu
Impatiens crassicornu är en balsaminväxtart som beskrevs av Joseph Dalton Hooker. Impatiens crassicornu ingår i släktet balsaminer, och familjen balsaminväxter. Inga underarter finns listade i Catalogue of Life.